# Temîrivți, Halîci
Temîrivți (în ucraineană Темирівці) este un sat în comuna Bliudnîkî din raionul Halîci, regiunea Ivano-Frankivsk, Ucraina.

## Demografie
Componența lingvistică a localității Temîrivți
     Ucraineană (99,3%)
     Alte limbi (0,7%)
Conform recensământului din 2001, majoritatea populației localității Temîrivți era vorbitoare de ucraineană (99,3%), existând în minoritate și vorbitori de alte limbi.